# Guillaume de Courtenay (1475-1511)
Pour les articles homonymes, voir William Courtenay.
Guillaume de Courtenay (1475 - 9 juin 1511) fut le premier comte de Devon lors de la quatrième création du titre en 1511, par Henri VIII.

## Biographie
Guillaume de Courtenay appartenait à branche anglaise de la maison de Courtenay, descendant de Pierre Ier de Courtenay, fils du roi Louis VI de France et d'Élisabeth de Courtenay, dont l'un des fils, Robert Ier de Courtenay-Champignelles vint s'établir en Angleterre. L'un de ses descendants, Hugues de Courtenay, épouse une petite-fille du roi Édouard Ier et est créé comte de Devon en 1355. Guillaume était le fils unique d'Édouard de Courtenay du mariage avec sa cousine, Élisabeth de Courtenay.
Henri VII Tudor fit de lui un Knight Bachelor le 25 novembre 1487, au couronnement de la reine Élisabeth d'York, fille du défunt Édouard IV. Il a servi en tant que capitaine dans l'armée, aidant son père au siège d'Exeter à combattre Perkin Warbeck, qui prétendait être l'un des princes de la Tour (en l'occurrence Richard de Shrewsbury) en 1497. Guillaume, cependant, a perdu les faveurs du roi Henri quand ce dernier le soupçonna d'avoir rejoint le complot qui prévoyait de couronner à sa place Edmond de la Pole, le dernier prétendant yorkiste resté libre, petit-fils de Richard d'York, et cousin de l'épouse d'Henri VII.
En février 1504, Courtenay fut arrêté et privé du droit d'hériter des possessions et des titres patrimoniaux ; à partir de ce moment, il fut emprisonné dans la tour de Londres. Guillaume fut pardonné quand, en 1509, Henri VIII monta sur le trône : il y portait l'épée du monarque. S'il vécut assez longtemps pour retrouver ses privilèges reste débattu. Certaines sources soutiennent cependant qu'il a retrouvé son titre de comte le 10 mai 1511, après avoir jouté dans un tournoi avec le roi et ses cousins Thomas Knyvett et le comte de Kent.
Il meurt de pleurésie le 9 juin 1511 et est enterré dans le quartier de Blackfriars, à Londres

### Descendance
Guillaume et Catherine ont eu trois enfants :
- Henri de Courtenay, marquis d'Exeter (1498/99 - 9 janvier 1539) a épousé Élisabeth Grey, vicomtesse de Lisle[1], puis Gertrude Blount[2].
- Marguerite de Courtenay (1499 - av. 1526) a épousé Henri Somerset, comte de Worcester[2].
- Édouard Courtenay (1497 - 12 juillet 1502)